# Aphaenogaster
Aphaenogaster là một chi kiến trong phân họ Myrmicinae. Gần 200 loài đã được miêu tả, và 11 loài hóa thạch đã được phát hiện. Chúng có mặt trên toàn cầu trừ Nam Mỹ và miền nam châu Phi.

## Các loài
- A. aktaci Kiran & Tezcan, 2008
- A. albisetosa Mayr, 1886
- †A. amphioceanica De Andrade, 1995[1]
- A. angulata Viehmeyer, 1922
- A. annandalei Mukerjee, 1930
- †A. antiqua Dlussky & Perkovsky, 2002
- A. araneoides Emery, 1890
- †A. archaica (Meunier, 1915)
- A. ashmeadi (Emery, 1895)
- A. atlantis Santschi, 1929
- †A. avita Fujiyama, 1970[2]
- A. balcanica (Emery, 1898)
- A. balcanicoides Boer, 2013
- A. baogong Terayama, 2009
- A. barbara Shattuck, 2008
- A. barbigula Wheeler, 1916
- A. baronii Cagniant, 1988
- A. beccarii Emery, 1887
- A. beesoni Donisthorpe, 1933
- A. boulderensis Smith, 1941
- A. burri (Donisthorpe, 1950)
- A. caeciliae Viehmeyer, 1922
- A. campana Emery, 1878
- A. cardenai Espadaler, 1981
- A. carolinensis Wheeler, 1915
- A. cavernicola Donisthorpe, 1938
- A. cecconii Emery, 1894
- A. cockerelli André, 1893
- A. concolor Watanabe & Yamane, 1999
- A. cristata (Forel, 1902)
- A. crocea André, 1881
- A. curiosa Santschi, 1933
- A. dejeani Cagniant, 1982
- A. depilis Santschi, 1911
- A. depressa Bolton, 1995
- A. dlusskyi Radchenko & Arakelian, 1991
- A. donann Watanabe & Yamane, 1999
- †A. donisthorpei Carpenter, 1930[3]
- A. dromedaria (Emery, 1900)
- A. dulciniae Emery, 1924
- †A. dumetora (Lin, 1982)
- A. edentula Watanabe & Yamane, 1999
- A. ensifera Forel, 1899
- A. epirotes (Emery, 1895)
- A. erabu Nishizono & Yamane, 1990
- A. espadaleri Cagniant, 1984
- A. exasperata Wheeler, 1921
- A. fabulosa Arnol'di, 1968
- A. fallax Cagniant, 1992
- A. famelica (Smith, 1874)
- A. faureli Cagniant, 1969
- A. feae Emery, 1889
- A. fengbo Terayama, 2009
- A. festae Emery, 1915
- A. finzii Müller, 1921
- A. flemingi Smith, 1928
- A. floridana Smith, 1941
- A. foreli Cagniant, 1996
- A. friederichsi Forel, 1918
- A. fulva Roger, 1863
- A. geei Wheeler, 1921
- A. gemella (Roger, 1862)
- A. georgica Arnol'di, 1968
- A. gibbosa (Latreille, 1798)
- A. gonacantha (Emery, 1899)
- A. gracillima Watanabe & Yamane, 1999
- A. graeca Schulz, 1994
- A. haarlovi Collingwood, 1961
- A. hesperia Santschi, 1911
- A. holtzi (Emery, 1898)
- A. honduriana Mann, 1922
- A. huachucana Creighton, 1934
- A. hunanensis Wu & Wang, 1992
- A. iberica Emery, 1908
- A. incurviclypea Wang & Zheng, 1997
- A. inermita Bolton, 1995
- A. iranica Kiran & Alipanah, 2013
- A. irrigua Watanabe & Yamane, 1999
- A. isekram Bernard, 1977
- A. italica Bondroit, 1918
- A. januschevi Arnol'di, 1976
- A. japonica Forel, 1911
- A. karpathica Boer, 2013
- A. kervillei Forel, 1910
- A. kimberleyensis Shattuck, 2008
- A. koniari Cagniant & Galkowski, 2013
- A. kumejimana Watanabe & Yamane, 1999
- A. kurdica Ruzsky, 1905
- A. laevior Emery, 1887
- A. lamellidens Mayr, 1886
- †A. lapidescens Zhang, 1989
- A. ledouxi Tohmé, 1969
- A. lepida Wheeler, 1930
- A. lesbica Forel, 1913
- A. leveillei Emery, 1881
- †A.? longaeva (Scudder, 1877)[3][4]
- A. longiceps (Smith, 1858)
- A. loriai (Emery, 1897)
- A. lustrans Smith, 1961
- A. luteipes Watanabe & Yamane, 1999
- †A. maculata Théobald, 1937
- A. maculifrons Kiran & Tezcan, 2008
- †A. maculipes Théobald, 1937
- A. mariae Forel, 1886
- A. mauritanica Dalla Torre, 1893
- †A. mayri Carpenter, 1930[3]
- A. mediterrae Shattuck, 2008
- A. megommata Smith, 1963
- A. melitensis Santschi, 1933
- †A. mersa Wheeler, 1915
- A. messoroides Dlussky, Soyunov & Zabelin, 1990
- A. mexicana (Pergande, 1896)
- A. miamiana Wheeler, 1932
- A. miniata Cagniant, 1990
- A. minutula Watanabe & Yamane, 1999
- A. muelleriana Wolf, 1915
- A. mutica Pergande, 1896
- A. nadigi Santschi, 1923
- A. obsidiana (Mayr, 1861)
- A. occidentalis (Emery, 1895)
- †A. oligocenica Wheeler, 1915
- A. opposita (Say, 1836)
- A. osimensis Teranishi, 1940
- A. ovaticeps (Emery, 1898)
- A. pallescens Walker, 1871
- A. pallida (Nylander, 1849)
- †A. paludosa Zhang, 1989
- †A. pannonica Bachmayer, 1960
- A. patruelis Forel, 1886
- A. perplexa Smith, 1961
- A. phalangium Emery, 1890
- A. phillipsi Wheeler & Mann, 1916
- A. picea (Wheeler, 1908)
- A. picena Baroni Urbani, 1971
- A. polyodonta Zhou, 2001
- A. poultoni Crawley, 1922
- A. praedo Emery, 1908
- A. praenoda Santschi, 1933
- †A. praerelicta De Andrade, 1995[1]
- A. projectens Donisthorpe, 1947
- A. pumilopuncta Zhou, 2001
- A. punctaticeps MacKay, 1989
- A. pythia Forel, 1915
- A. quadrispina Emery, 1911
- A. radchenkoi Kiran & Tezcan, 2008
- A. reichelae Shattuck, 2008
- A. relicta Wheeler & Mann, 1914
- A. rhaphidiiceps (Mayr, 1877)
- A. rifensis Cagniant, 1994
- A. rothneyi (Forel, 1902)
- A. rudis Enzmann, 1947
- A. rugosoferruginea Forel, 1889
- A. rugulosa Watanabe & Yamane, 1999
- A. rupestris Forel, 1909
- A. sagei (Forel, 1902)
- A. saharensis Bernard, 1953
- A. sangiorgii (Emery, 1901)
- A. sardoa Mayr, 1853
- A. schmidti Karavaiev, 1912
- A. schurri (Forel, 1902)
- A. semipolita (Nylander, 1856)
- A. senilis Mayr, 1853
- †A. shanwangensis (Hong, 1984)
- A. sicardi Cagniant, 1990
- A. sicula Emery, 1908
- A. simonellii Emery, 1894
- A. smythiesii (Forel, 1902)
- †A. sommerfeldti Mayr, 1868
- A. spinosa Emery, 1878
- A. splendida (Roger, 1859)
- A. sporadis Santschi, 1933
- A. striativentris Forel, 1895
- A. strioloides Forel, 1890
- A. subcostata Viehmeyer, 1922
- A. subexaperata Zhou, 2001
- A. subterranea (Latreille, 1798)
- A. subterraneoides Emery, 1881
- A. swammerdami Forel, 1886
- A. syriaca Emery, 1908
- A. takahashii Wheeler, 1930
- A. tennesseensis (Mayr, 1862)
- A. testaceopilosa (Lucas, 1849)
- A. texana Wheeler, 1915
- A. theryi Santschi, 1923
- A. tibetana Donisthorpe, 1929
- A. tinauti Cagniant, 1992
- A. tipuna Forel, 1913
- A. tokarainsulana Watanabe & Yamane, 1999

A. lepida worker and male

- A. torossiani Cagniant, 1988
- A. treatae Forel, 1886
- A. turkestanica Arnol'di, 1976
- A. uinta Wheeler, 1917
- A. ujhelyii Szabó, 1910
- A. umphreyi Deyrup & Davis, 1998
- A. wangtian Terayama, 2009
- A. wangye Terayama, 2009
- A. weigoldi Viehmeyer, 1922
- A. weulersseae Cagniant, 1989
- A. wilsoni Cagniant, 1988
- A. xuatian Terayama, 2009